# Manboou
 (octobre 2018).
Si vous disposez d'ouvrages ou d'articles de référence ou si vous connaissez des sites web de qualité traitant du thème abordé ici, merci de compléter l'article en donnant les références utiles à sa vérifiabilité et en les liant à la section « Notes et références ».
Manboou, alias Audrey Fasquel, est un auteur de bande dessinée française née le 2 octobre 1981 à Calais (Pas-de-Calais, France).

## Biographie
Elle passe un bac scientifique puis suit un BTS de biochimie. Diplômée de l'Académie des beaux-arts de Tournai, elle crée seule en 1999 le fanzine Freestyle. Elle participe au concours de fanzine organisé dans le cadre du festival BD expo, ce qui lui donne l'occasion de rencontrer son futur éditeur, Delcourt, qui participe à l'organisation par l'intermédiaire de son magazine Pavillon Rouge. Elle participe régulièrement au magazine W.I.T.C.H.. À partir de 2005, elle publie chez Delcourt la série Fred & Sophie.
En 2010, elle et Patricia Lyfoung sortent le tome 1 de la bande dessinée Comme ton ombre chez Soleil Productions. Manboou vit aujourd’hui à Paris[Quand ?].

## Publications
- Fred & Sophie : L'Ange gardien, éd. Delcourt, 2005  (ISBN 2-84789-681-3)
- Fred & Sophie : Amour et p'tit boulot, éd. Delcourt, 2006  (ISBN 2-7560-0079-5)
- Les Portes du ciel, éd. Delcourt, 2007
- Les malheurs de Sophie, Vents d’Ouest

1. Tome 1, Maxe L'Hermenier, Manboou, 2012  (ISBN 978-2749306735)

- Les petites filles modèles, Vents d’Ouest

1. Tome 1, Maxe L'Hermenier, Manboou, 2013  (ISBN 978-2749307176)